# جوزيف بير
جوزيف بير (بالألمانية: Joseph Beer)‏ هو موزع وملحن نمساوي، ولد في 1908 في هورودوك في أوكرانيا، وتوفي في 1987 في نيس في فرنسا.